# Alejandro Mesonero-Romanos
Alejandro Mesonero-Romanos is een Spaans auto-ontwerper. Sinds 2021 is hij hoofd van Centro Stile, de ontwerp-afdeling van Alfa Romeo.

## Jeugd
Alejandro Mesonero-Romanos Aguilar wordt in 1968 in Madrid geboren als zoon van ingenieur José Luis Mesonero-Romanos Sanchez-Pol en Sonsoles Aguilar Barbadillo. Hij is de jongste uit een gezin van zeven broers en achter-achterkleinzoon van de schrijver Ramón Mesonero-Romanos (1803-1882). Van jongs af aan is Alejandro geïnteresseerd in auto's.

## Studie
Na de middelbare school verhuist Mesonero-Romanos naar Barcelona om daar te studeren aan de Elisava, de school voor design en engineering. Daarna werkt hij een jaar voor het inmiddels ter ziele gegane Associated Ontwerpers Design Studio, ook in Barcelona. Zijn eerste werkervaring in de auto-industrie doet hij op bij touringcar-producent Ayats in Arbúcies. Door een studiebeurs wordt het voor hem mogelijk om te verhuizen naar Londen, om daar een Masters in auto-design te volgen aan de Royal College of Art.

## Carrière
In 1995 wordt Mesonero-Romanos aangenomen bij de designafdeling van SEAT in Martorell, waar zijn broer Carlos al sinds 1985 werkt. Door zijn betrokkenheid bij het ontwerpen van de SEAT Bolero, raakt Volkswagen AG geïnteresseerd in hem. In 1997 maakt hij deel uit van het Design Centre Europe dat destijds in Sitges gevestigd was. Tijdens zijn werkzame periode aldaar was hij mede-verantwoordelijk voor enkele exterieur-ontwerpen voor Volkswagen en Audi.
In 2001 wordt hij ingelijfd door Renault en verhuist hij naar Parijs. De Renault Laguna Coupé is van zijn hand en hij wordt hoofd Advanced Design.
Van 2009 tot medio 2011 is Mesonero-Romanos werkzaam voor Renault Samsung Motors in Busan in Zuid-Korea. Tijdens deze periode coördineert hij de totstandkoming van de Renault Samsung Motors SM7, een luxe sedan die alleen in Azië verkrijgbaar is.
In augustus 2011 accepteert hij een aanbod van Walter de'Silva, hoofd design van Volkswagen AG, om de Belg Luc Donckerwolke op te volgen als hoofd design van SEAT. Onder de directe leiding van Alejandro Mesonero-Romanos staan ruim 100 mensen, waaronder Jorge Diez, hoofd exterieur-ontwerp, Jaume Sala, hoofd interieur-ontwerp en de Duitse Melinda June-Jenkins, hoofd kleur en bekleding.
Zijn eerste klus is het prototype IBL, die op de IAA in Frankfurt 2011 wordt gepresenteerd. Eind 2012 wordt de derde generatie SEAT Leon gelanceerd. Voor het front van SEATs belangrijkste model heeft Mesonero-Romanos zich laten inspireren door het lichaam van een atleet met een vastberaden blik, die klaar staat voor de start.
Mesoneros-Romanos is hoofdontwerper van Centro Stile, de ontwerp-afdeling van Alfa Romeo, sinds 2021. In die functie was hij verantwoordelijk voor het ontwerp van de nieuwe supercar van dit merk, de 33 Stradale.

## Ontwerpen
- Renault Laguna Coupé (2008)
- Renault Samsung Motors SM7 (2011)
- SEAT IBL (2011)
- SEAT Toledo (2012)
- SEAT Leon (2012)
- Alfa Romeo 33 Stradale (2023)

## Trivia
- Alejandro Mesonero-Romanos favoriete SEAT is de eerste generatie SEAT Ibiza (1984)[1]
- Hij schrijft zijn achternaam als Mesonero, Romanos laat hij weg
- Zijn broer, Carlos Mesonero-Romanos, is thans docent auto-design aan de Universiteit Pompeu Fabra en het Instituto Europeo de Diseño in Barcelona[2]
- Mesonero-Romanos gaf vier ANWB-leden ontwerples in december 2012[3]